# Прокино (Владимирская область)
Прокино — деревня в Александровском районе Владимирской области России, входит в состав Краснопламенского сельского поселения.

## География
Деревня расположена на берегу реки Дубна в 16 км на юго-запад от центра поселения посёлка Красное Пламя и в 38 км на северо-запад от города Александрова.

## История
В конце XIX — начале XX века деревня входила в состав Тирибровской волости Александровского уезда. В 1859 году в деревне числилось 6 дворов, в 1905 году — 7 дворов, в 1926 году — 12 дворов.
С 1929 года деревня входила в состав Ратьковского сельсовета Александровского района, с 1941 года — в составе Успено-Мухановского сельсовета Струнинского района, с 1965 года — в составе Александровского района, с 1969 года — в составе Искровского сельсовета, с 2005 года — в составе Краснопламенского сельского поселения.

## Население
| 1859 | 1905 | 1926 | 2002 | 2010 | 2021 |
| ---- | ---- | ---- | ---- | ---- | ---- |
| 36   | ↗56  | ↗85  | ↘4   | →4   | →4   |